# 劉海鼇
劉海鼇（1830年1月27日—？年），派名光綬，字仙洲，號曉瀾，道光十年庚寅正月初三日（1830年1月27日）生。四川省夔州府雲陽縣水田溝人，民籍，廩膳生。

## 生平
同治四年捐刑部安徽司額外主事
咸豐二年壬子本省鄉試中式第43名，覆試一等第18名，會試中式第250名，覆第二等第22名，殿試二甲42名，朝考一等第29名，欽點翰林院庶吉士。
同治十年四月散館授翰林院編修，十三年六月充國史館協修，光緒元年大考二等第30名，六年二月充功臣館纂修，七年四月功臣館總纂，十二月充文淵閣校理，八年京察一等，奉旨交軍機處記名以道府用，三月充國史館纂修，六月充日講起居注官，十月補授詹事府右春坊右贊善，二十九日補授雲南糧儲道。
劉海鼇在京頗有文名．為趙爾豐家延為西賓，訓誨趙爾豐、趙爾巽兄弟。宣統末年，趙氏兄弟先後赴四川任總督。趙爾豐曾專門起岸，欲面謁老師。聽說劉已去世，只有師母貧居農村，生活艱難，趙立命接師母下城．面致慰問，並囑地方官照頤其生活。趙離奉後，夔州府縣官為她購置田地五十石，怡養天年。
劉做過一任雲南糧道官，奉慈禧之命，去雲南巡視考察。至某縣，劉在視察中用腳踢一糧倉木質牆壁，牆壁「崆崆」發聲，劉心知其中已無存糧，並未露聲色。但盜賣國庫糧食的貪官心中有鬼，就在接待筵席中下毒。奸計得逞劉中毒身亡。遺體運回奉節甲高，葬於大旁，甲高人至今呼為「道台墳」。

## 家族
高祖士俊，曾祖澤遠，祖彥儒、父選梅，妣張氏，母徐氏，妻冉氏，子家煥、家佑。

## 師傅
受知師：
- 劉裕鉁，字見甫，道光三年癸未科進士，夔州府知府、安徽巡撫。
- 蔡振武，字麐洲，道光十六年丙申恩科進士，四川學政，蒙取入學。
- 支清彥，字少鶴，道光十八年戊戌科進士，四川學政，蒙取優等補廩。
- 何增元，字升畬，嘉慶十年乙丑科進士，主講錦江書院。
- 劉鍾璟，字璞生，道光三十年庚戌科進士，卽用知縣,辛亥同考官。
- 張奮翼，字翥南，道光二十五年乙巳恩科進士，奉節縣知縣。
- 徐繼畬，字松龕，道光六年丙戌科進士，福建巡撫，壬子四川鄉試正考官。
- 沈炳垣，字紫卿，道光二十五年乙巳恩科進士，廣西學政殉難，壬子四川鄉試副考官。
- 任兆堅，字蕡臺，咸豐二年壬子恩科進士，奉天學政。
- 孫家鼐，字燮臣，咸豐九年己未科狀元。
- 倭仁，字艮峰，道光九年己丑科進士，文淵閣大學士。
- 魁齡，字華峰，咸豐二年壬子恩科進士，工部左侍郎、南書房行走。
- 王祖培，字子厚，道光二十年庚子科進士，都察院右都御史。
- 畢道遠，字東河，道光二十一年辛丑恩科進士，倉場侍郎。
- 黃倬，字恕皆，道光二十年庚子科進士，工部左侍郎、上書房行走。
- 羅惇衍，字椒生，道光十五年乙未科進士，戶部尚書。
- 瑞常，字芝生，道光十二年壬辰恩科進士，協辦大學士。

## 詩作[4]
登鳳仙觀(觀右有碗兒墳，異跡也)
『古寺知何處，山高五朵雲。仄尋樵子路，細訪碗兒墳。老樹當空立，疏鍾隔澗聞。敲門風謖謖，杳矣滌塵氛。』